# Philautus schmarda
Philautus schmarda är en groddjursart som först beskrevs av Edward Frederick Kelaart 1854.  Philautus schmarda ingår i släktet Philautus och familjen trädgrodor. Inga underarter finns listade i Catalogue of Life.